# حميد أسد خان (جزيرة مينو)
حميد أسد خان (بالفارسية: حمید اسدخان) هي منطقة سكنية تقع في إيران في قسم جزيرة مينو الريفي. يقدر عدد سكانها بـ 165 نسمة .